# فلامنکو (فیلم ۱۹۵۲)
فلامنکو (اسپانیایی: Duende y misterio del flamenco‎) یک فیلم مستند اسپانیایی است که در سال ۱۹۵۲ ساخته شده است. از بازیگران این فیلم می‌توان به ماریا لوس گالیسیا اشاره کرد.